# قلعة صلخد

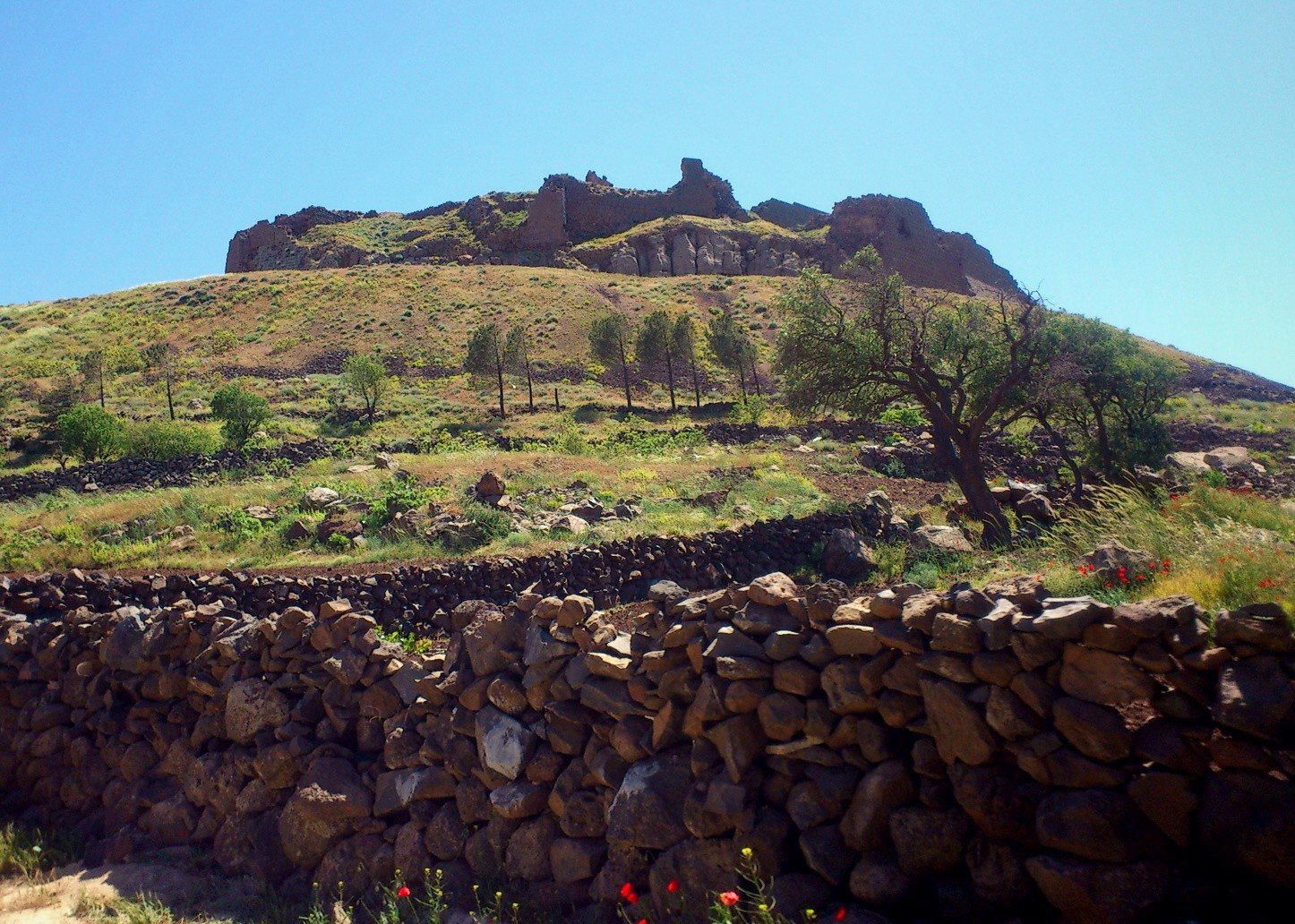
تل وقلعة صلخد

قلعة صلخد قلعة ضخمة في محافظة السويداء في سوريا، تقع على ارتفاع 1450 متر عن سطح البحر على تل بازلتي وتشرف على كافة المناطق المحيطة بها حيث تعتلي مدينة صلخد الشهيرة تاريخيا باسم صرخد، وتتربع القلعة على قمة مرتفعة ترى كافة البلدات والمناطق ومرتفعات جبل العرب حتى حوران وترتبط مع المواقع الأخرى بشبكة من أبراج المراقبة والاستطلاع، تتميز القلعة بالقاعات والممرات والدهاليز والسراديب والأنفاق، وأبنيتها قائمة على ثلاثة طبقات وبها أبنية إدارية ومساكن ومسجد ويحيط بها سوران أحداهما بشكل شبه دائري.

## تاريخ القلعة
يرجع الكثير من المؤرخين بناء قلعة صلخد إلى أيام الحاكم الفاطمي المستنصر عام 446 هجري ومن أهم الشخصيات التي تعاقبت على حكم القلعة. السلجوقي تتش 471 - 488 هجري ومن بعده أولاده فالوس وتكين إضافة لقلعة بصرى الشام وفي عام 479 - 522 هجري حكمها الأتابكة وكانت تحت سلطة القائد فخر الدين كمشتكين، ثم المماليك 541 هجري 1146 ميلادي وبعد ذلك ضمها حاكم دمشق معين الدين أثر إلى ملكه ونقلها بعد فترة إلى إمرة قائد الدين بوظان، وبعد انتصار صلاح الدين الأيوبي على الصليبين في معركة حطين الشهيرة سيطر صلاح الدين الأيوبي على صلخد عام 583 هجري - 1187 ميلادي، ثم حكمها زين الدين قراجا الصالحي الذي قام بالكثير من الإصلاحات في القلعة عام 601 هجري ومن بعده حكمها ناصر الدين يعقوب 604 هجري، وتظهر نقوش وكتابات تبين اسم عز الدين أيبك تعود لعام 611 - 614 هجري في مسجد القلعة. ودخلت صلخد وقلعة صلخد في حماية الظاهر بيبرس بعد انتصاره على المغول وكانت من الحصون الهامة لموقعها المميز فقام بتجديدها وإصلاح الكثير من مبانيها وقام بترميم مسجدها، وأوكل أمر الحصن بلبان الأفرم عام 668 هجري - 1270 ميلادي وبعد ذلك في عهد السلطان قلاوون أولى القلعة أهمية خاصة وعين عليها سيف الدين باسيتي.
وقد شهدت قلعة صلخد تاريخ حافل بالأحداث وخاصة في هذه المنطقة من سوريا فسكنها الأمراء والقادة والعلماء وشهدت من الازدهار الكثير وعاصرت كافة الأحداث التي مرّت على المنطقة.